# Kankou Coulibaly
Kankou Coulibaly (* 1975) ist eine ehemalige malische Fußballschiedsrichterin.
Ab 2006 stand sie auf der Liste der FIFA-Schiedsrichter und leitete internationale Fußballspiele.
Coulibaly wurde für drei Afrika-Cups der Frauen nominiert. Bei der Afrikameisterschaft 2010 in Südafrika, der Afrikameisterschaft 2012 in Äquatorialguinea und der Afrikameisterschaft 2014 in Namibia leitete sie jeweils ein Spiel in der Gruppenphase.